# Simon Kindschi
Simon Kindschi (* 11. Mai 1996 in Davos) ist ein Schweizer Eishockeyspieler, der seit Januar 2024 beim SC Bern aus der Schweizer National League unter Vertrag steht und dort bereits seit Dezember 2023 auf der Position des Verteidigers spielt. Mit dem HC Davos gewann Kindschi im Jahr 2015 die Schweizer Meisterschaft.

## Karriere
Kindschi stammt aus der Nachwuchsbewegung des HC Davos. In der Saison 2013/14 absolvierte der Verteidiger seinen ersten Einsatz für seinen Heimklub in der National League A (NLA) und wurde in der Folgesaison als Entdeckung gefeiert, auch wenn ihn zeitweilig eine Handverletzung zur Pause zwang. Er trug in 34 Spielen der Qualifikation und zehn Playoff-Partien zum Gewinn der Schweizer Meisterschaft bei. In der Spielzeit 2015/16 fiel er eine Zeit lang mit einer Schulterblessur und folgender Operation aus. Dank einer B-Lizenz kam er auch für Hockey Thurgau in der National League B (NLB) zum Einsatz.
Im Juli 2018 verliess Kindschi den HC Davos und wechselte nach der Vertragsunterschrift im April desselben Jahres zum Ligakonkurrenten SCL Tigers. Im Oktober 2018 wurde er per B-Lizenz an den EHC Kloten aus der Swiss League abgegeben und verbrachte etwa die halbe Saison in Kloten. Im Januar 2019 unterschrieb Kindschi einen Zweijahresvertrag beim EHC Kloten, der ab der Saison 2019/20 galt. Mit dem EHC gelang im Frühjahr 2022 der Gewinn der Meisterschaft, die gleichbedeutend mit dem Aufstieg in die National League war. Der Verteidiger war ab Mitte Dezember 2023 für einen Monat an den SC Bern verliehen. Im Anschluss wurde Kindschi von den Bernern fix verpflichtet und mit einem Vertrag bis 2025 mit Option auf eine weitere Saison ausgestattet.

### International
In den Altersstufen U16, U17, U18 und U20 wurde Kindschi in den Schweizer Juniorennationalmannschaften eingesetzt. So nahm er neben dem Europäischen Olympischen Winter-Jugendfestival 2013, bei dem die Eidgenossen die Bronzemedaille gewannen, auch an der U18-Junioren-Weltmeisterschaft 2014 sowie den U20-Junioren-Weltmeisterschaften 2015 und 2016 teil. Einen weiteren Einsatz absolvierte der Defensivspieler beim Ivan Hlinka Memorial Tournament 2013.

## Erfolge und Auszeichnungen
- 2013 Bronzemedaille beim Europäischen Olympischen Winter-Jugendfestival
- 2015 Schweizer Meister mit dem HC Davos
- 2022 Meister der Swiss League und Aufstieg in die National League mit dem EHC Kloten

## Karrierestatistik
Stand: Ende der Saison 2024/25

### International
Vertrat die Schweiz bei:
| - Europäisches Olympisches Winter-Jugendfestival 2013 - Ivan Hlinka Memorial Tournament 2013 - U18-Junioren-Weltmeisterschaft 2014 | - U20-Junioren-Weltmeisterschaft 2015 - U20-Junioren-Weltmeisterschaft 2016 |

(Legende zur Spielerstatistik: Sp oder GP = absolvierte Spiele; T oder G = erzielte Tore; V oder A = erzielte Assists; Pkt oder Pts = erzielte Scorerpunkte; SM oder PIM = erhaltene Strafminuten; +/− = Plus/Minus-Bilanz; PP = erzielte Überzahltore; SH = erzielte Unterzahltore; GW = erzielte Siegtore; 1 Play-downs/Relegation; Kursiv: Statistik nicht vollständig)

## Familie
Kindschi ist seit Juli 2024 mit der ehemaligen Schweizer Eishockeynationalspielerin Nina Waidacher verheiratet. Durch die Heirat steht Kindschi in einem Verwandtschaftsverhältnis mit zahlreichen Familienmitgliedern Waidachers, die ebenfalls dem Eishockey verbunden sind. Darunter Waidachers ebenfalls in der Nationalmannschaft aktiven gewesenen Schwestern Isabel und Monika sowie die fünf Brüder, die es aber allesamt nicht oder dauerhaft in den Profibereich schafften. Waidachers Vater Ludwig Waidacher junior sowie Grossvater Ludwig Waidacher senior spielten jeweils für den EHC Arosa in der Nationalliga A und gewannen mit dem Verein die Schweizer Meisterschaft.